# Helton Arruda
Helton (født 18. maj 1978) er en brasiliensk tidligere fodboldspiller. Han spillede i mere end ti år for Porto i Liga Sagres, som målmand. Han nåede desuden tre kampe for Brasiliens landshold.